# Thala
Thala (łac. Diocesis Thalensis) – diecezja historyczna w Cesarstwie rzymskim w prowincji Byzacena, współcześnie w Tunezji. Obecnie katolickie biskupstwo tytularne.

## Biskupi tytularni
| Lp. | Biskup                  | Funkcja                                          | Od                   | Do               |
| --- | ----------------------- | ------------------------------------------------ | -------------------- | ---------------- |
| 1   | John Collins            | wikariusz apostolski Liberii                     | 9 kwietnia 1934      | 3 marca 1961     |
| 2   | Jakob Weinbacher        | biskup pomocniczy Wiednia (Austria)              | 4 czerwca 1962       | 15 czerwca 1985  |
| 3   | John Patrick Crowley    | biskup pomocniczy Westminsteru (Wielka Brytania) | 31 października 1986 | 3 listopada 1992 |
| 4   | Michael Dallat          | biskup pomocniczy Down-Connor (Irlandia)         | 15 grudnia 1993      | 25 września 2000 |
| 5   | Esteban Escudero Torres | biskup pomocniczy Walencji (Hiszpania)           | 17 listopada 2000    | 9 lipca 2010     |
| 6   | Vincent Long Van Nguyen | biskup pomocniczy Melbourne (Australia)          | 20 maja 2011         | 5 maja 2016      |
| 7   | Richard Umbers          | biskup pomocniczy Sydney (Australia)             | 24 czerwca 2016      |                  |